# Her Legacy
Her Legacy est un film muet américain réalisé par Fred J. Balshofer et sorti en 1913.

## Fiche technique
- Réalisation : Fred J. Balshofer
- Production : Thomas H. Ince
- Date de sortie : États-Unis : 9 décembre 1913

## Distribution
- Harold Lockwood : Jim Grace
- Ann Little : Mary Connors
- Edna Maison
- Estelle Allen
- Jay Hunt
- Marcia Moore
- Roy Laidlaw